# 李增穠
李增穠（？—？）字华如，甘肃省狄道县人，中华民国政治人物。

## 生平
1913年，李增穠成为中华民国第一届国会众议员。此后一直任至1924年第一届国会解散。他未参加1917年至1922年间广州的护法国会。1917年至1918年，李增穠任第二次中华民国临时参议院议员。1918年，李增穠成为中华民国第二届国会参议员，任至1920年第二届国会解散。